# بيتر غيلسون
بيتر غيلسون (بالإنجليزية: Peter Gelson)‏ هو لاعب كرة قدم بريطاني في مركز قلب الدفاع، ولد في 18 أكتوبر 1941 في هامرسميث في المملكة المتحدة. لعب مع نادي برينتفورد ونادي هيلينغدون بورو.